# Медени Мехмет Нури Эфенди
Медени Мехмет Нури Эфенди тур. Mehmed Nuri Efendi; 24 ноября 1859, Ускюдар, Османская империя — 29 июля 1927, Ихсание, ил Афьонкарахисар, Турция) — турецкий учёный-богослов, турецкий государственный деятель, последний шейх аль-ислам Османской империи (1920—1922).

## Биография
Сын хаджи сеида Тарсусизаде Осман Камила Эфенди из Стамбула.
Начальное образование получил у отца, окончил медресе Шехзаде. 
В возрасте 22 лет начал работать и постепенно поднимался в различных учреждениях османской правовой системы. С марта 1912 по август 1915 года жил в Каире и был судьей (кади) Египта. Позже был назначен главным кади ила Адана . Кроме того, занимал пост министра Вакфа Османской империи.
26 сентября 1920 год Нури Эфенди стал шейхом аль-ислама Османской империи.
После созыва Великого Национального собрания Турции в 1920 году влиятельный османский институт шейх-уль-исламов, последним представителем которого до 1922 года был Медени Мехмет Нури Эфенди, уступил место Управлению по делам религий (Diyanet İşleri Başkanlığı). Ушёл в отставку вместе с последним правительством Османской империи и должность Шейха аль-Ислама прекратилась в её османской форме.